# Andropogoneae
Andropogoneae Dumort. è una tribù di piante della famiglia delle Poacee, sottofamiglia Panicoideae, diffusa sia nelle regioni tropicali che in quelle dal clima temperato.
La popolare canna da zucchero fa parte di questa tribù, così come gl'importanti cereali mais e sorgo.

## Biologia
Esse utilizzano la fisiologia della fissazione del carbonio: tutti i membri di questa tribù botanica utilizzano specificatamente l'enzima NADP–malico sottotipo della fotosintesi C4.

## Distribuzione e habitat
La presenza di queste specie è abbondante nelle savane tropicali dell'India, dell'Australia, dell'Africa e dell'America del sud. 

## Tassonomia
La tribù è suddivisa in 14 sottotribù con 91 generi:
- Sottotribù Andropogoninae J. Presl
  - Anadelphia Hack.
  - Andropogon L.
  - Bhidea Stapf ex Bor
  - Diectomis Kunth
  - Diheteropogon Stapf
  - Elymandra Stapf
  - Exotheca Andersson
  - Hyparrhenia Andersson ex E.Fourn.
  - Hyperthelia Clayton
  - Monocymbium Stapf
  - Schizachyrium Nees
- Sottotribù Anthistiriinae J. Presl
  - Bothriochloa Kuntze
  - Capillipedium Stapf
  - Cymbopogon Spreng.
  - Dichanthium P.Willemet
  - Euclasta Franch.
  - Heteropogon Pers.
  - Iseilema Andersson
  - Themeda Forssk.
- Sottotribù Apludinae Hook.f.
  - Apluda L.
  - Asthenochloa Buse
  - Eulalia Kunth
  - Homozeugos Stapf
  - Polytrias Hack.
  - Sorghastrum Nash
  - Trachypogon Nees
- Sottotribù Arthraxoninae Benth.
  - Arthraxon P.Beauv.
- Sottotribù Chionachninae Clayton
  - Polytoca R.Br.
  - Trilobachne Schenck ex Henrard
- Sottotribù Chrysopogoninae Welker & E.A. Kellogg
  - Chrysopogon Trin.
- Sottotribù Germainiinae Clayton
  - Apocopis Nees
  - Germainia Balansa & Poitr.
  - Imperata Cirillo
  - Lophopogon Hack.
  - Pogonatherum P.Beauv.
- Sottotribù Ischaeminae J.Presl
  - Andropterum Stapf
  - Dimeria R.Br.
  - Eulaliopsis Honda
  - Ischaemum L.
  - Nanooravia Kiran Raj & Sivad.
- Sottotribù Ratzeburgiinae Hook. f.
  - Eremochloa Buse
  - Glyphochloa Clayton
  - Hackelochloa Kuntze
  - Hemarthria R.Br.
  - Heteropholis C.E.Hubb.
  - Manisuris L.
  - Mnesithea Kunth
  - Ophiuros C.F.Gaertn.
  - Ratzeburgia Kunth
  - Thaumastochloa C.E.Hubb.
  - Thyrsia Stapf
- Sottotribù Rhytachninae Welker & E.A. Kellogg
  - Loxodera Launert
  - Oxyrhachis Pilg.
  - Rhytachne Desv.
  - Urelytrum Hack.
  - Vossia Wall. & Griff.
- Sottotribù Rottboelliinae J.Presl
  - Chasmopodium Stapf
  - Coix L.
  - Rottboellia L.f.
- Sottotribù Saccharinae Griseb.
  - Erianthus Michx.
  - Miscanthidium Stapf
  - Miscanthus Andersson
  - Narenga Bor
  - Pseudosorghum A.Camus
  - Saccharum L.
- Sottotribù Sorghinae Bluff, Nees & Schauer
  - Hemisorghum C.E.Hubb.
  - Lasiorhachis (Hack.) Stapf
  - Sarga Ewart
  - Sorghum Moench
- Sottotribù Tripsacinae 
  - Tripsacum L.
  - Zea L.
- Andropogoneae incertae sedis
  - Agenium Nees
  - Clausospicula Lazarides
  - Elionurus Humb. & Bonpl. ex Willd.
  - Eriochrysis P.Beauv.
  - Kerriochloa C.E.Hubb.
  - Lasiurus Boiss.
  - Microstegium Nees
  - Parahyparrhenia A.Camus
  - Phacelurus Griseb.
  - Pogonachne Bor
  - Pseudanthistiria (Hack.) Hook.f.
  - Pseudodichanthium Bor
  - Pseudopogonatherum A.Camus
  - Sehima Forssk.
  - Spathia Ewart
  - Spodiopogon Trin.
  - Thelepogon Roth
  - Tripidium H.Scholz
  - Triplopogon Bor
  - Veldkampia Ibaragi & Shiro Kobay.